# Maldite
La Maldite est une rivière française du Nord-Est de la France. Elle naît à l'extrême-ouest du département des Vosges et se jette dans l'Ognon au sud de Gondrecourt-le-Château pour former l'Ornain.

## Cours
À mi-chemin entre Grand et Avranville, la source de Routeuil émerge au pied d'un grand saule, arbre hygrophile par excellence. L'eau jaillit d'une faille et donne naissance au cours d'eau permanent de la Maldite, rivière déjà cartographiée au XVIIIe siècle. Cette rivière conflue avec l'Ognon à Gondrecourt-le-Chateau, pour former l'Ornain, affluent de la Marne. La Maldite fait donc partie du bassin versant de la Seine. En amont de la source, le cours de la Maldite est intermittent et emprunte une vallée sèche jusqu'au revers de la Côte de Meuse. Cette vallée forme une gouttière en bordure de forêt, de direction générale S-N. L'eau y est présente à faible profondeur car exploitable par des éoliennes (puits allant jusqu'à environ 2,50 m dans les alluvions de la rivière). L'observation du paysage ou d'une carte topographique permet de constater qu'il existe toute une série de combes parallèles de direction N 40° E, qui convergent vers la vallée de la Maldite.

## Départements et principales villes traversés
- Vosges : Avranville
- Meuse : Dainville-Bertheléville

## Hydrologie
Par l'Ornain, la Saulx et la Marne, la Maldite appartient au bassin hydrologique de la Seine.